# Anne V. Coates
Anne Voase Coates, OBE (* 12. Dezember 1925 in Reigate, Surrey, Vereinigtes Königreich; † 8. Mai 2018 in Woodland Hills, Los Angeles) war eine britische Filmeditorin.

## Leben und Wirken
Vor ihrer Karriere im Filmgeschäft arbeitete Coates als Krankenschwester. Ab 1947 war sie als Schnittassistentin im Bereich Filmschnitt tätig. Ihre erste eigenständige Arbeit als Editorin legte sie 1952 vor. 1962 wurde sie mit dem Oscar für den Besten Filmschnitt bei Lawrence von Arabien ausgezeichnet. In ihrer weiterführenden Karriere erhielt sie weitere vier Oscar-Nominierungen. Coates war Filmeditorin bei berühmten Filmen wie Mord im Orient-Expreß (1974), Der Elefantenmensch (1980), In the Line of Fire – Die zweite Chance (1993) und Erin Brockovich (2000). Für den Film Der Schrecken der Medusa erhielt sie 1978 den einzigen Produzenten-Credit ihrer Karriere. Sie war noch bis in das hohe Alter als Editorin tätig, zuletzt 2015 bei dem Erotikfilm Fifty Shades of Grey.
Coates war seit 1958 mit dem Regisseur Douglas Hickox verheiratet. Gemeinsam hatten sie drei Kinder, den Regisseur Anthony Hickox, die Editorin Emma E. Hickox und den Regisseur James D.R. Hickox.
Im Jahr 1995 wurde sie von den American Cinema Editors mit dem Career Achievement Award ausgezeichnet. Im Jahr 2003 wurde sie zum Officer of the British Empire ernannt. 2007 erhielt sie den Ehrenpreis der British Academy of Film and Television Arts (BAFTA). 2016 wurde ihr der Ehrenoscar zuerkannt. Im Mai 2018 starb sie im Alter von 92 Jahren im Motion Picture & Television Country House and Hospital in Woodlands Hills, Los Angeles.

## Filmografie (Auswahl)
- 1952: Mr. Pickwick (The Pickwick Papers)
- 1955: Nach Paris der Liebe wegen (To Paris with Love)
- 1958: Des Pudels Kern (The Horse’s Mouth)
- 1960: Einst ein Held (Tunes of Glory)
- 1962: Lawrence von Arabien (Lawrence of Arabia)
- 1963: Becket
- 1965: Die tollkühnen Männer in ihren fliegenden Kisten (Those Magnificent Men in their Flying Machines or How I Flew from London to Paris in 25 Hours 11 Minutes)
- 1965: Cassidy, der Rebell (Young Cassidy)
- 1971: Ein liebenswerter Schatten (Follow Me!)
- 1974: Mord im Orient-Expreß (Murder on the Orient Express)
- 1975: Freitag und Robinson (Man Friday)
- 1976: Schlacht in den Wolken (Aces High)
- 1976: Der Adler ist gelandet (The Eagle Has Landed)
- 1978: Der Schrecken der Medusa (The Medusa Touch)
- 1980: Der Elefantenmensch (The Elephant Man)
- 1984: Greystoke – Die Legende von Tarzan, Herr der Affen (Greystoke: The Legend of Tarzan, Lord of the Apes)
- 1986: Der City Hai (Raw Deal)
- 1986: Lady Jane – Königin für neun Tage (Lady Jane)
- 1987: Masters of the Universe
- 1989: Farewell to the King
- 1990: Ich liebe Dich zu Tode (I Love You to Death)
- 1991: Was ist mit Bob? (What About Bob?)
- 1992: Chaplin
- 1993: In the Line of Fire – Die zweite Chance (In the Line of Fire)
- 1994: Der Traum von Apollo XI (Pontiac Man)
- 1995: Congo
- 1996: Striptease
- 1997: Tango gefällig? (Out to Sea)
- 1998: Out of Sight
- 2000: Tiefe der Sehnsucht (Passion of Mind)
- 2000: Erin Brockovich
- 2001: Sweet November – Eine Liebe im Herbst (Sweet November)
- 2002: Untreu (Unfaithful)
- 2004: Taking Lives – Für Dein Leben würde er töten (Taking Lives)
- 2006: Lieben und lassen (Catch and Release)
- 2007: Der Goldene Kompass (The Golden Compass)
- 2010: Ausnahmesituation (Extraordinary Measures)
- 2015: Fifty Shades of Grey